# De kinderen van Húrin

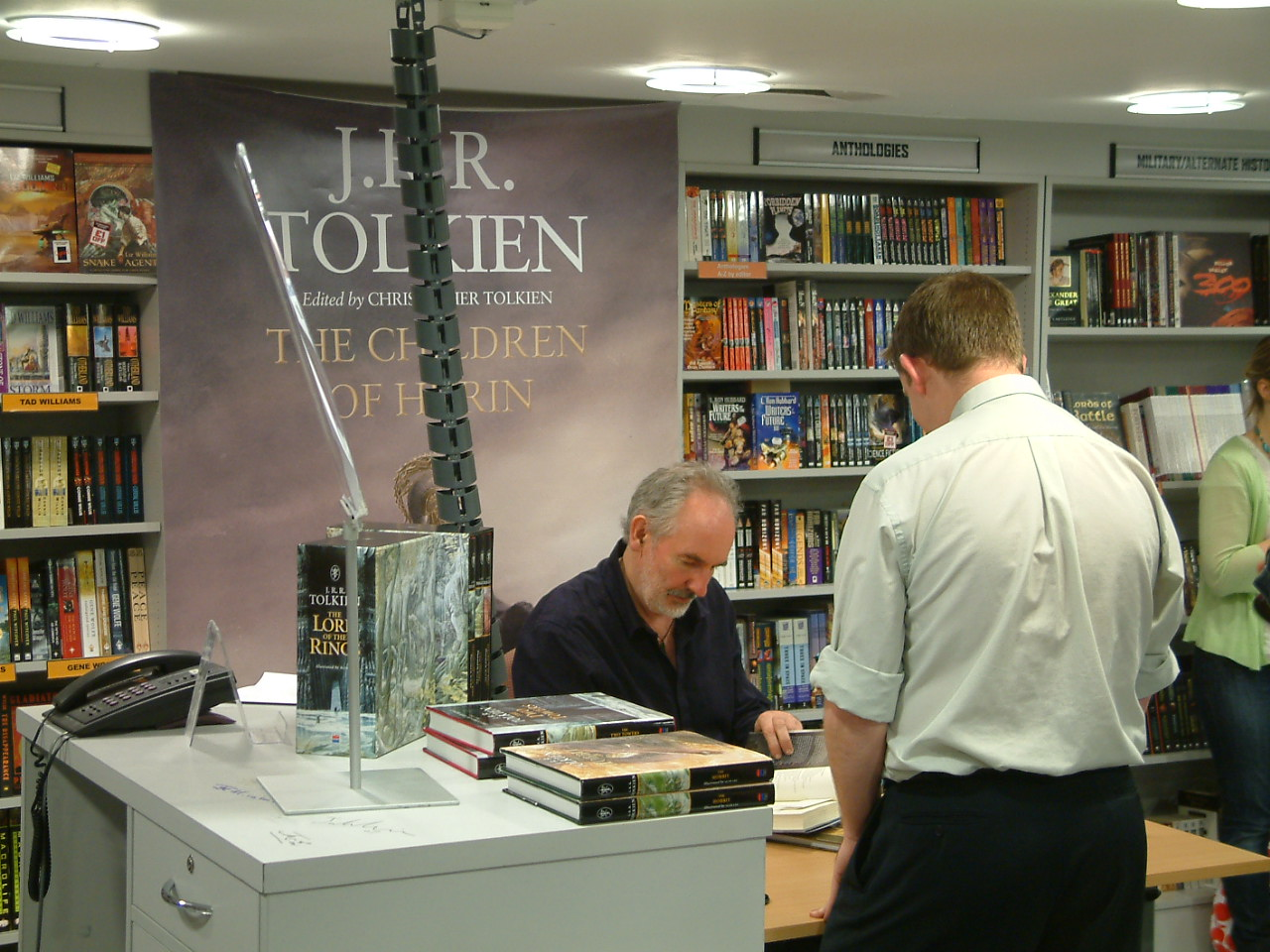
Illustrator Alan Lee signeert The Children of Húrin in een boekhandel

De kinderen van Húrin (Engels: The Children of Húrin) is een episch fantasyboek geschreven door J.R.R. Tolkien en onder redactie uitgebracht door zijn zoon Christopher, in april 2007.
De eerste opzet van het verhaal stamt uit 1918, maar gedurende zijn leven herschreef Tolkien het verhaal meerdere keren en het werd nooit voltooid. Zijn zoon Christopher Tolkien heeft er dertig jaar over gedaan om de verschillende versies met elkaar te combineren en samen te binden tot één uitgebreide versie, die uiteindelijk voor publicatie geschikt was.
Het boek verhaalt over het tragische lot van de kinderen van Húrin, en met name dan de antiheld Túrin Turambar en diens confrontaties met de Draak Glaurung. Beknopte maar onvolledige versies van dit verhaal zijn ook terug te vinden in De Silmarillion en in Nagelaten vertellingen. Ook in de twaalfdelige boekenserie The History of Middle-earth is het verhaal terug te vinden. De cover is van de hand van illustrator Alan Lee, die ook verantwoordelijk is voor de andere illustraties in het boek en heeft meegewerkt aan de verfilming van In de ban van de Ring en De Hobbit.
Beren and Luthien · Blad van Klein · Boer Gilles van Ham · De avonturen van Tom Bombadil · De Hobbit · De kinderen van Húrin · De Silmarillion · In de ban van de ring · Nagelaten vertellingen · Roverandom · The Return of the Shadow